# أوريسكاني (نيويورك)
أوريسكاني (بالإنجليزية: Oriskany, New York)‏ هي بلدة تقع في الولايات المتحدة في مقاطعة أونيدا، نيويورك. يقدر عدد سكانها بـ 1,400 نسمة ومساحتها 2.1 كم2 وترتفع عن سطح البحر 131 متر.

## التركيبة السكانية
حدّد مكتب تعداد الولايات المتحدة بيانات التركيبة السكانية لأوريسكاني في تعداد الولايات المتحدة. في ما يلي، التركيبة السكانية حسب تعدادي 2000 و2010.

### تعداد عام 2000
بلغ عدد سكان أوريسكاني 1,459 نسمة بحسب تعداد عام 2000، وبلغ عدد الأسر 553 أسرة وعدد العائلات 380 عائلة مقيمة في القرية. في حين سجلت الكثافة السكانية 711.7 نسمة لكل كيلومتر مربع (1,843.3/ميل2). وبلغ عدد الوحدات السكنية 576 وحدة بمتوسط كثافة قدره 281 لكل كيلومتر مربع (727.8/ميل2).
وتوزع التركيب العرقي للقرية بنسبة 98.83% من البيض و0.41% من الأمريكيين الأفارقة و0.62% من الأمريكيين ذوي الأصول الآسيوية و0.07% من الأعراق الأخرى و0.07% من عرقين مختلطين أو أكثر و0.41% من الهسبانيون أو اللاتينيون من أي عرق.
بلغ عدد الأسر 553 أسرة كانت نسبة 35.4% منها لديها أطفال تحت سن الثامنة عشر تعيش معهم، وبلغت نسبة الأزواج القاطنين مع بعضهم البعض 53.7% من أصل المجموع الكلي للأسر، ونسبة 11.9% من الأسر كان لديها معيلات من الإناث دون وجود شريك، بينما كانت نسبة 3.1% من الأسر لديها معيلون من الذكور دون وجود شريكة وكانت نسبة 31.3% من غير العائلات. تألفت نسبة 27.8% من أصل جميع الأسر من عدة أفراد يعيشون في نفس المنزل ونسبة 14.1% كانت تتألف من شخص يعيش بمفرده يبلغ من العمر 65 عاماً أو أكثر. وبلغ متوسط حجم الأسرة المعيشية 2.50، أما متوسط حجم العائلات فبلغ 3.08.
بلغ العمر الوسطي للسكان 40.8 عاماً. وكانت نسبة 24.5% من القاطنين تحت سن الثامنة عشر، وكانت نسبة 6.8% بين الثامنة عشر والرابعة والعشرين عاماً، ونسبة 24.7% كانت واقعةً في الفئة العمرية ما بين الخامسة والعشرين والرابعة والأربعين عاماً، ونسبة 24.6% كانت ما بين الخامسة والأربعين والرابعة والستين، ونسبة 14.1% كانت ضمن فئة الخامسة والستين عاماً فما فوق. يوجد لكل 100 أنثى 88.9 ذكر، ويوجد لكل 100 أنثى في الثامنة عشر من عمرها فما فوق 87.7 ذكر.
بلغ متوسط دخل الأسرة في القرية 38,365 دولارًا، أما متوسط دخل العائلة فبلغ 45,066 دولارًا. وكان متوسط دخل الذكور 32,917 دولارًا مقابل 22,976 دولارًا للإناث. وسجل دخل الفرد الخاص بالقرية 17,087 دولارًا. وكانت نسبة 6.6% من العائلات ونسبة 10% من السكان تحت خط الفقر، وكان من هؤلاء نسبة 17.9% تحت سن الثامنة عشر ونسبة 13.7% في الخامسة والستين من العمر وما فوق.

### تعداد عام 2010
بلغ عدد سكان أوريسكاني 1,400 نسمة بحسب تعداد عام 2010، وبلغ عدد الأسر 543 أسرة وعدد العائلات 362 عائلة مقيمة في القرية. في حين سجلت الكثافة السكانية 682.9 نسمة لكل كيلومتر مربع (1,768.7/ميل2). وبلغ عدد الوحدات السكنية 593 وحدة بمتوسط كثافة قدره 289.3 لكل كيلومتر مربع (749.3/ميل2).
وتوزع التركيب العرقي للقرية بنسبة 97.93% من البيض و0.57% من الأمريكيين الأفارقة و0.07% من الأمريكيين الأصليين و0.21% من سكان جزر المحيط الهادئ و0.07% من الأعراق الأخرى و1.14% من عرقين مختلطين أو أكثر و0.86% من الهسبانيون أو اللاتينيون من أي عرق.
بلغ عدد الأسر 543 أسرة كانت نسبة 31.1% منها لديها أطفال تحت سن الثامنة عشر تعيش معهم، وبلغت نسبة الأزواج القاطنين مع بعضهم البعض 48.6% من أصل المجموع الكلي للأسر، ونسبة 12.7% من الأسر كان لديها معيلات من الإناث دون وجود شريك، بينما كانت نسبة 5.3% من الأسر لديها معيلون من الذكور دون وجود شريكة وكانت نسبة 33.3% من غير العائلات. تألفت نسبة 27.3% من أصل جميع الأسر من عدة أفراد يعيشون في نفس المنزل ونسبة 15.1% كانت تتألف من شخص يعيش بمفرده يبلغ من العمر 65 عاماً أو أكثر. وبلغ متوسط حجم الأسرة المعيشية 2.43، أما متوسط حجم العائلات فبلغ 2.96.
بلغ العمر الوسطي للسكان 42.5 عاماً. وكانت نسبة 21.8% من القاطنين تحت سن الثامنة عشر، وكانت نسبة 8.5% بين الثامنة عشر والرابعة والعشرين عاماً، ونسبة 22.1% كانت واقعةً في الفئة العمرية ما بين الخامسة والعشرين والرابعة والأربعين عاماً، ونسبة 27% كانت ما بين الخامسة والأربعين والرابعة والستين، ونسبة 20.6% كانت ضمن فئة الخامسة والستين عاماً فما فوق. وتوزع التركيب الجنسي للسكان بنسبة 46.1% ذكور و53.9% إناث.

## أعلام
- بيل كلانسي
- ويليام جاى جينور
- توم كارول
- جاي إتش ماكلولين